# Alexandru-Octavi Stănescu
Alexandru-Octavi Stănescu (n. 18 iunie 1946, București, România) este un om politic român, care a îndeplinit, în perioada 20 ianuarie - 11 decembrie 1996, funcția de ministru al industriei în Guvernul Nicolae Văcăroiu. De asemenea, a fost ales în trei legislaturi ca deputat de Argeș pe listele PDSR. În cadrul activității sale parlamentare, Alexandru-Octavi Stănescu a fost membru în grupurile parlamentare de prietenie cu Republica Federală Germania, Federația Rusă și Republica Ecuador. 

## Biografie
Alexandru-Octavi Stănescu s-a născut la data de 18 iunie 1946 în orașul București. A absolvit cursurile Facultății de Tehnologia Construcțiilor de Mașini din cadrul Institutului Politehnic București (1969), obținând calificarea de inginer TCM.
Ulterior, a mai urmat o serie de cursuri de perfecționare profesională și anume: curs de specializare în Programarea Mașinilor Unelte (Düsseldorf, 1974); curs de perfecționare pentru Specialiști din industria construcțiilor de mașini (București, 1976); curs de perfecționare în Mașini-unelte grele (Japonia, 1977); curs de perfecționare în Mecanisme încărcare – descărcare nucleare (Toronto, 1982).
După absolvirea Facultății, Alexandru-Octavi Stănescu a lucrat, în perioada 1969-1983, la I.M.U.A. București, ocupând pe rând posturile de inginer stagiar, inginer șef, director tehnic și director general. Între anii 1983–1989, a deținut funcția de ministru adjunct în cadrul Ministerului Industriei de mașini-unelte, electrotehnică și electronică (redenumit în 1985 ca Minister al Industriei Electrotehnice).
După Revoluția din decembrie 1989, Alexandru-Octavi Stănescu a continuat să lucreze în cadrul Ministerului Industriei, deținând funcții de secretar de stat în perioadele 6 iulie - 2 august 1991, 8 noiembrie 1991 - 15 aprilie 1992 și 30 decembrie 1992 - 20 ianuarie 1996. Pentru o perioadă (20 ianuarie - 11 decembrie 1996), el a îndeplinit și demnitatea de ministru al industriilor în Guvernul Nicolae Văcăroiu.
În urma alegerilor parlamentare din noiembrie 1996, Alexandru-Octavi Stănescu a fost ales ca deputat de Argeș pe listele PDSR. În această calitate, a făcut parte din Comisia pentru apărare, ordine publică și siguranță națională a Camerei Deputaților. A fost reales ca deputat de Argeș pe listele PDSR și pentru legislatura 2000-2004, activând de asemenea în cadrul aceleiași Comisii parlamentare.
În anul 2005 a fost numit în funcția de consilier al ministrului economiei și comerțului și apoi de consilier al președintelui Senatului României, Nicolae Văcăroiu. La data de 23 aprilie 2007, președintele interimar al României, Nicolae Văcăroiu, a semnat decretul de numire în funcția de consilier prezidențial  în cadrul Cancelariei Președintelui a lui Alexandru-Octavi Stănescu. Printr-un decret din 22 mai 2007 al președintelui interimar al României, Alexandru-Octavi Stănescu a fost eliberat din funcția de consilier prezidențial, începând cu data de 24 mai 2007.
La data de 5 iunie 2007, a fost validat ca deputat PSD de Argeș, înlocuindu-l în această funcție pe Mihai Tănăsescu, care a demisionat din Parlament. Din septembrie 2007, este membru în Comisia pentru apărare, ordine publică și siguranță națională a Camerei Deputaților.
El a publicat câteva broșuri și articole de specialitate în domeniul mașinilor unelte, industriei electrotehnice și electronice și industriei nucleare. Alexandru-Octavi Stănescu vorbește la nivel mediu mai multe limbi străine (engleza, franceza, rusa și italiana). Este căsătorit și are doi copii.